# Harriet Taylor (roddare)
Harriet Taylor, född den 14 februari 1994 i London, är en brittisk roddare.

## Karriär
Vid olympiska sommarspelen 2024 i Paris ingick Harriet Taylor i det brittiska lag som tog brons i åtta med styrman.